# Rosa altidaghestanica
Rosa altidaghestanica es una especie de planta del género Rosa, de la familia Rosaceae.

## Taxonomía
Rosa altidaghestanica fue descrita por Husseinov en 1989.

## Distribución
Se encuentra en el territorio de Cáucaso septentrional.